# Kassziopeia
Kassziopeia (ógörögül: Κασσιόπεια, Κασσιόπη – Kassziopeia, Kassziopé, latinul: Cassiopeia, Cassiepeia, Cassiope)  a görög mitológiában Etiópia királynője volt, Képheusz felesége. Lányuk Androméda volt, akiről büszke szülei kijelentették, hogy szebb, mint a néreiszek (tengeri nimfák). Erre Poszeidón tengeristen, akinek felesége szintén néreida volt, felbőszült és meg akarta büntetni Kassziopeiát és Képheuszt. Kassziopeia elment egy jövendőmondóhoz, ki megjósolta, hogy egyetlen lehetőségük, hogy Andromédát kikötik egy tengerparti sziklához és feláldozzák a tengeri szörnyetegnek, Kétosznak, akit Poszeidón küldött a birodalom megsemmisítésére. Kassziopeia megtette ezt, a hős Perszeusz azonban megölte a tengeri szörnyet és megmentette Andromédát.
A néreidák végül úgy büntették meg Kassziopeiát önteltségéért, hogy örökre a trónra kötve és a Sarkcsillaghoz viszonyítva fejjel lefelé látható az égbolton.
Kassziopeia, Képheusz és Androméda nevét csillagképek viselik, lásd még: Cassiopeia csillagkép, Cepheus csillagkép, Andromeda csillagkép.